# رژه عقاب‌ها
پیش‌روی عقاب‌ها (به انگلیسی: March of the Eagles) یک بازی در سبک گرند استراتژی است که توسط پارادوکس اینتراکتیو در تاریخ ۱۹ فوریه ۲۰۱۳ ساخته و منشتر شده‌است. زمان بازی از سال ۱۸۰۵ تا ۱۸۲۰ روایت می‌شود. نسخه مک‌اواس بازی در تاریخ ۹ مه ۲۰۱۳ نیز منتشر شد.

## گیم پلی
بازیکن در این بازی حق انتخاب میان ابرقدرت‌های اروپایی در دوران جنگ‌های ناپلئونی را دارد. همچو دیگر بازی‌های پارادوکس، انتخابات بازیکن بر روی ارتش، تولیدات و سیاستمداری کشور تأثیر می‌گذارد.

### تسلط
فرانسه به عنوان قدرت مسلط ارتشی و بریتانیا به عنوان قدرت مسلط دریایی در بازی هستند. یک مسئله که بازیکن باید دقت کند، تشکیل ائتلاف است که هر ابرقدرت سلطه ای می‌تواند انجام دهد. پس اگر روسیه، جای فرانسه به عنوان ابرقدرت را بگیرد، منجر به تشکیل ائتلاف ضد ابرقدرت دریایی (بریتانیا در آغاز بازی) می‌شود. یک جدول درون بازی نیز وجود دارد که کشور سلطه و دشمن آن‌ها را نشان می‌دهد. هر کشوری با اشغال کردن استان‌های خاصی می‌تواند ابرقدرت بشود.
برای ابرقدرت‌ها، سلطه زمینی و سلطه دریایی از هرچیزی مهم‌تر است و برای قدرت‌های کوچکتر، موفقیت اتحادیه آنها مهم‌تر است.

### ایده‌ها
این بازی به جای درخت تکنولوژی که در دیگر بازی‌های پارادوکس وجود دارد، از سیستمی به نام ایده استفاده می‌کند. پوینت‌های ایده از طریق نبردها به دست می‌آید. باخت یک نبرد پوینت‌های بیشتری جمع‌آوری می‌کند تا تعادل قدرت در بازی نگه داشته شود. ایده‌ها می‌توانند تأثیر بسیار زیادی در کشور داشته باشند همچو تأثیر در ارتش، ناو، اقتصاد و منابع انسانی.

### ابرقدرت‌ها
ابرقدرت‌های بازی شامل موارد زیر هستند:
- فرانسه
- امپراتوری اتریش
- امپراتوری عثمانی
- اسپانیا
- سوئد
- امپراتوری بریتانیا
- امپراتوری روسیه
- پادشاهی پروس

### قدرت‌های کوچکتر
قدرت‌های کوچکتر در بازی شامل دیگر کشورهای اروپایی در سال ۱۸۰۵ میلادی می‌شود، مانند جمهوری باتاو.

## نقدهای بازی
هنگام عرضه، این بازی نمره ۷۳ در وبگاه متاکریتیک گرفت.